# Kinsley, Kansas
Kinsley är administrativ huvudort i Edwards County i Kansas. Orten har fått sitt namn efter finansmannen E.W. Kinsley. Enligt 2020 års folkräkning hade Kinsley 1 456 invånare.